# کارل ماکسیموویچ
کارل ماکسیموویچ (انگلیسی: Karl Maximovich; ۲۳ نوامبر ۱۸۲۷ – ۱۶ فوریهٔ ۱۸۹۱) Herbarium director، گیاه‌شناسی، اکتشاف جغرافیایی، and Plant Collector. اهل امپراتوری روسیه بود.